# Масове вбивство
Масове вбивство — це вбивство кількох людей, як правило, одночасно або протягом порівняно короткого періоду часу та в тісній географічній близькості. Законодавство США визначає «масове вбивство», як убивство трьох чи більше осіб без «періоду припинення» між убивствами. Масове вбивство, як правило, відбувається в одному місці, де одна людина чи декілька людей вбивають кількох інших.
Масове вбивство може вчинятися окремими особами з психічними відхиленнями або в стані афекту.
Масове вбивство, вчинене групою озброєних екстремістів стосовно якоїсь етно-релігійної групи, зазвичай, називають погромом або різаниною.

## Законодавство і правові аспекти
В Україні подібні злочини караються згідно статті 115-ї Кримінального кодексу України: умисне вбивство.

## Деякі масові вбивства
- Масове вбивство в станиці Кущевська
- Масове вбивство в університеті Вірджинії
- Масове вбивство у Політехнічній школі Монреаля
- Стрілянина у школі Сенді-Хук
- Стрілянина в Орорі 2012
- Стрілянина в Братиславі 2010
- Стрілянина в Медведкові
- Бійня у школі Колумбайн
- Масове вбивство в Осаці
- Стрілянина у московській школі № 263
- Масове вбивство у повіті Тенчун
- Масове вбивство людей у Керчі